# Leslie Compton
Leslie Harry Compton (Woodford, 12 settembre 1912 – Londra, 27 dicembre 1984) è stato un calciatore e crickettista inglese.
Era soprannominato Big Leslie. D'estate si dedicava al cricket, giocando nel Middlesex Country Club.

## Caratteristiche tecniche
La sua elevata statura lo favoriva nel colpo si testa, dove era molto forte.

## Carriera
Iniziò a giocare nell'Hampstead, una squadra di dilettanti successivamente nota come Hendon, dove veniva impiegato da terzino, sia a destra, che a sinistra. Nel 1932 passò all'Arsenal e debuttò contro l'Aston Villa.
Durante la Seconda guerra mondiale fu chiamato alle armi in Germania; terminato il conflitto, tornò a Londra e fu spostato nella posizione di centromediano, dove divenne un giocatore importante e longevo.

## Palmarès

### Club

#### Competizioni nazionali
- Campionato inglese: 5

Arsenal: 1932-1933, 1933-1934, 1934-1935, 1937-1938, 1947-1948
- Coppa d'Inghilterra: 2

Arsenal: 1935-1936, 1949-1950
- FA Charity Shield: 4

Arsenal: 1933, 1934, 1938, 1948